# Riu Orlé
El riu Orlé és un riu del sud de la zona central d'Astúries, afluent del riu Nalón per la dreta. Naix a la Serralada Cantàbrica, a uns 1.400 metres d'altitud, en el concejo de Casu, i després d'11 quilòmetres conflueix amb el Nalón prop d'Abantro (Casu). En el seu recorregut travessa Orlé, Bueres i Govezanes.